# ネブラスカシティ (ネブラスカ州)
ネブラスカシティ（Nebraska City）は、アメリカ合衆国ネブラスカ州の都市。オトー郡の郡庁所在地である。人口は7,292人（2019年推計）。
州議会は同市が州で最初に法人市化した都市であるとみなしており、1855年に準州議会の特別法によって認められたとしている。
ネブラスカシティでは、植樹祭、ルイス・クラーク探検隊センターなどが有名である。

## 歴史
1804年、ルイス・クラーク探検隊がミズーリ川を西進し、西洋人として記録上初めてこの地を訪れた。そして、この地に千年以上前から生活しているネイティブ・アメリカンと遭遇した。
1846年、アメリカ陸軍が旧カーニー駐屯地をこの地に建設。しかし、数年後にはネブラスカ州のより中心にあたる現在のカーニー周辺に移転した。
移転からさらに数年後、ジョン・ボールウェアがアイオワ州と現在のネブラスカシティを結ぶ渡し船の運行を開始。彼とその父はこの事業をさらに拡大し、1852年から53年にかけてこの船のための船着場兼住居を建設。これがこの町で初めての住宅となった。
1854年、カンザス・ネブラスカ法が制定され、法的にもこの土地への居住が認められた。ステファン・ニコルズを含む3つの郡区が形成され、そのうちの1つがネブラスカシティの母体となった。1855年にはネブラスカシティとカーニーシティが法人化、その翌年にはサウスネブラスカシティも法人化をした。この時期、ネブラスカシティはネブラスカ準州の州都となるべく他の町と争った。1857年12月31日、これらの3市とプレーリーシティを合わせた4市が合併。現在のネブラスカシティとなった。南北戦争以前、ネブラスカシティには準州内で最も多くの奴隷が居住していた。その多くは川沿いで肉体労働をし、蒸気船交通に伴う荷捌きに従事していた。

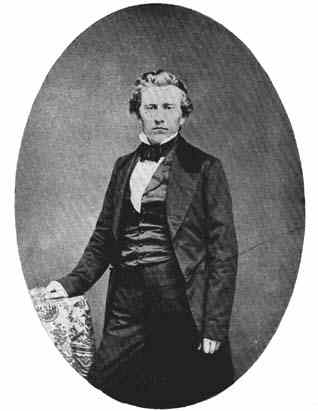
J.スターリング・モートン（1858年ごろ）

ネブラスカシティはミズーリ川の蒸気船交通によって19世紀半ばまで発展した。ネブラスカシティは港町として、より西へと進む人々が休息をするために商人や人々、貨物が集積した。1858年の春にはラッセル・メイジャーズ・アンド・ワデルが政府と契約をし、ネブラスカシティから西にある全ての軍事拠点への貨物輸送を請け負った。彼らはミズーリ川を蒸気船で遡上し、ネブラスカシティで荷馬車に積み替えて西部へと輸送した。
これによって、この町はこの地域の交通、経済、農業の中心地となった。加えて、ミッドランド・パシフィック鉄道にとって最初の路線がこの町から建設された。
1855年、J・スターリング・モートンがこの町に住み始めた。彼はミシガン出身で、その妻キャロラインと共に自然保護活動をしていた。また、彼は1872年にこの地で米国初の植樹祭を開催し、その後第2次グロバー・クリーブランド政権で農務長官を務めた。1874年3月31日には、準州知事ロバート・ファーナスが最初の植樹祭宣言をし、この日は世界中で祝われている。

## 地理
ネブラスカシティの座標は北緯40度40分34秒 西経95度51分35秒 / 北緯40.67611度 西経95.85972度 （40.676247、−95.859659）であり ミズーリ川の西岸に位置する。アメリカ合衆国国勢調査局によると 、市の総面積は4.69平方マイル (12.15 km2)で、水面積はない。 

## 行政
ネブラスカシティでは、メイヤー・コミッション制が採用されている。ネブラスカ州ではその他の全ての州でシティ・マネージャー制が取られており、市長政治が行われている州唯一の市である。
ネブラスカシティにおけるコミッショナー（市民代表）は、必ずしも特定の地区における全体的な代表者ではない。市民代表は市全体で選出されていて、それぞれに特定の役割を持っている。例えば、公務・安全担当、財務担当、公園・レジャー担当、公共事業担当、街路担当などがいる。
州議会選挙では1区と2区に分けられており、ダン・ウォーターミアーとミル・キントナーが選出されている。

## 行事
ネブラスカシティは「植樹祭のメッカ」として知られている。アーバロッジ州立歴史公園および樹木園には、米国で植樹祭を始めたJ・スターリング・モートンの自邸が保存されている。また、全米植樹祭基金の本部が位置する。

## 教育
1864年にネブラスカシティで初めて高等学校が設置された。
ネブラスカシティには、公立学校とカトリックの私立学校が1つずつ設置されている。ネブラスカシティ公立学校がK-12教育を担当している。

## 著名な住民
- リーランド・ヘイワード - 映画プロデューサー
- ジュリアス・スターリング・モートン - 政治家。ネブラスカシティで全米初の植樹祭を行い、その後農務長官を務めた。
- ポール・モートン - 政治家、実業家。第36代アメリカ合衆国海軍長官。J・スターリング・モートンは父親。
- ピート・リケッツ - 政治家。第40代ネブラスカ州知事（現職）。シカゴ・カブス取締役。